# Baby Sitter (serie televisiva)
Baby Sitter (Charles in Charge) è una serie televisiva statunitense trasmessa dal 1984 al 1990.

## Trama
- Prima parte (1984-1985): il protagonista è Charles, un ragazzo che vive presso la famiglia Pembroke, composta da padre, madre e tre adolescenti: Lila, Jason e Douglas. Il suo compito è di fare da babysitter ai tre figli ma ben presto Charles diventa come un nuovo membro della famiglia e viene considerato dai tre ragazzi come un fratello maggiore. Un altro protagonista del telefilm è Buddy, il migliore amico di Charles.

- Seconda parte (1987-1990): avviene una modifica quasi completa del cast. Gli unici attori fissi rimangono Scott Baio, sempre il protagonista del telefilm, e Wilie Aames, l'attore che interpreta Buddy (il migliore amico di Charles). In questa seconda parte, Charles diventa il babysitter della famiglia Powell. Stavolta dovrà badare ad altri tre adolescenti: Jamie, Sarah ed Adam. Anche in questo caso, diventerà come un membro della famiglia. Un'altra protagonista di questa seconda sezione è Gwendolyn Pierce, quella che diventerà la fidanzata di Charles.

- la prima parte, di una sola stagione, viene trasmessa dalla CBS;
- la seconda parte, con le altre quattro stagioni, viene trasmessa da una syndication.

Protagonista della serie è l'attore Scott Baio, famoso per aver interpretato Charles "Chachi" Arcola nel telefilm Happy Days.
Ellen Travolta (sorella maggiore di John Travolta) nella serie interpreta la madre di Charles (Scott Baio). Ellen Travolta aveva già interpretato il ruolo della madre di Scott Baio: era Louisa Arcola, madre di Charles "Chachi" Arcola nelle serie Happy Days e nel suo spin-off Jenny e Chachi (Joanie Loves Chachi).

## Personaggi e interpreti
| Attore             | Personaggio          | Stagioni          |
| Scott Baio         | Charles              | 1-5               |
| Willie Aames       | Buddy Lembeck        | 1-5               |
| James Widdoes      | Stan Pembroke        | 1                 |
| Julie Cobb         | Jill Pembroke        | 1                 |
| April Lerman       | Lila Pembroke        | 1                 |
| Jonathan Ward      | Douglas Pembroke     | 1                 |
| Michael Perlman    | Jason Pembroke       | 1                 |
| Jennifer Runyon    | Gwendolyn Pierce     | 1                 |
| Richard J. Miller  | Jimmy Wilson         | (episodio pilota) |
| James T. Callahan  | Signor Walter Powell | 2-5               |
| Sandra Kerns       | Signora Ellen Powell | 2-5               |
| Nicole Eggert      | Jamie Powell         | 2-5               |
| Josie Davis        | Sarah Powell         | 2-5               |
| Alexander Polinsky | Adam Powell          | 2-5               |
| Ellen Travolta     | Lillian              | 2-5               |
| Justin Whalin      | Anthony Swenson      | 4                 |
| Erika Eleniak      | Stephanie Curtis     | 4                 |

### Apparizioni e cameo

#### Stagione 1
- Nell'episodio pilota, uno dei figli della famiglia si riferisce alla data in cui prevedono di assumere Charles come una "unità di carbonio" come avveniva per i protagonisti del primo film cinematografico di Star trek (Star Trek - The Movie).
- Durante la prima stagione, Jerry Levine ha avuto un ruolo ricorrente come Elliott Pembroke, nipote di Stan.
- Meg Ryan ha partecipato alla serie come guest star come "Meagan Parker" in due episodi della prima stagione dello show: "War" e "Charles 'R' Us";[1]
- Rue McClanahan è stata "Irene Pembroke," nonna paterna dei bambini, in "casa per le vacanze", in onda il 19 dicembre 1984, e in "La pressione da nonna", andata in onda il 30 gennaio 1985;
- Matthew Perry è stato "Ed Stanley", nell'episodio "La persona sbagliata";
- Will Shannon è stato il folle vicino di Charles "Chris Garrett" nell'episodio "La decisione di Jill";
- Christina Applegate è "Stacy", l'amica di Lila "Slumber Party" e "Nevicato";
- Samantha Smith è "Kim", amica di Lila nell'episodio "Slumber Party";[2][3]
- Nell'episodio "Nevicato" il 6 febbraio 1985, ha avuto un ruolo minore Kathy Ireland;

#### Stagione 3
- Mindy Cohn ha recitato in un episodio come sorella amante del divertimento di Buddy che ha un problema con l'alcolismo nell'episodio "Biberon";
- L'attore John Astin è stato guest star nell'episodio "The Plot Pickle", come lo "Zio Joe" di Charles, il capo di una società di salamoia;
- Mark-Paul Gosselaar è stato guest star nell'episodio "Circonda Charles", come un compagno di classe di Jamie;

#### Stagione 4
- Per un paio di episodi di questa stagione, Justin Whalin ha recitato come "Antony", nipote di Lillian;
- Erika Eleniak, che ha interpretato la fidanzata Charles in tre episodi, in seguito ha recitato in Baywatch (1989-1992);[4][5]
- Donny Most, che ha interpretato Ralph Malph in altri show di Baio Happy Days, ha fatto un cameo in "La vita è Blunderfull";
- Sally Struthers che ha interpretato Gloria su All in the Family, è guest star come insegnante di Jamie nell'episodio "Sill at Large";
- Nell'episodio 10, durante un colloquio tra Charles, la sua fidanzata e Adam, quest'ultimo si rivolge a lei con un "uah, uha, uha!" di apprezzamento. Charles gli chiede dove abbia imparato tale espressione poco rispettosa ma Adam ribatte citando un ragazzo che faceva uguale nel telefilm Happy Days, indicando chiaramente come suo ispiratore il Chachi Arcola interpretato dallo stesso Scott Baio anni prima.

#### Stagione 5
- Samantha Fox è apparsa in un episodio come la riproduzione di una famosa cantante di nome Samantha Steele su "Paper Covers Rock";
- Paul Walker è un amico analfabeta di Sarah Powell su "Dead Puck Society";
- Ami Foster interpreta un amico snob di Jamie in "Out con The In Crowd";
- Tiffani-Amber Thiessen interpreta "Jennifer", fidanzata di Charles, nell'episodio "C'è una ragazza nel mio Ficus";

## Episodi
| Stagione         | Episodi | Prima TV USA | Prima TV Italia |
| ---------------- | ------- | ------------ | --------------- |
| Prima stagione   | 22      | 1984-1985    |                 |
| Seconda stagione | 26      | 1987         |                 |
| Terza stagione   | 26      | 1988         |                 |
| Quarta stagione  | 26      | 1988-1989    |                 |
| Quinta stagione  | 26      | 1989-1990    |                 |

## Sigla iniziale
La colonna sonora è stata composta da David Kurtz, Michael Jacobs, e Al Burton, ed eseguita da Shandi Sinnamon. Il tema musicale è stato più dolce nella prima stagione, ed è stato remixato per quelle successive.